# Enclaves bigourdanes

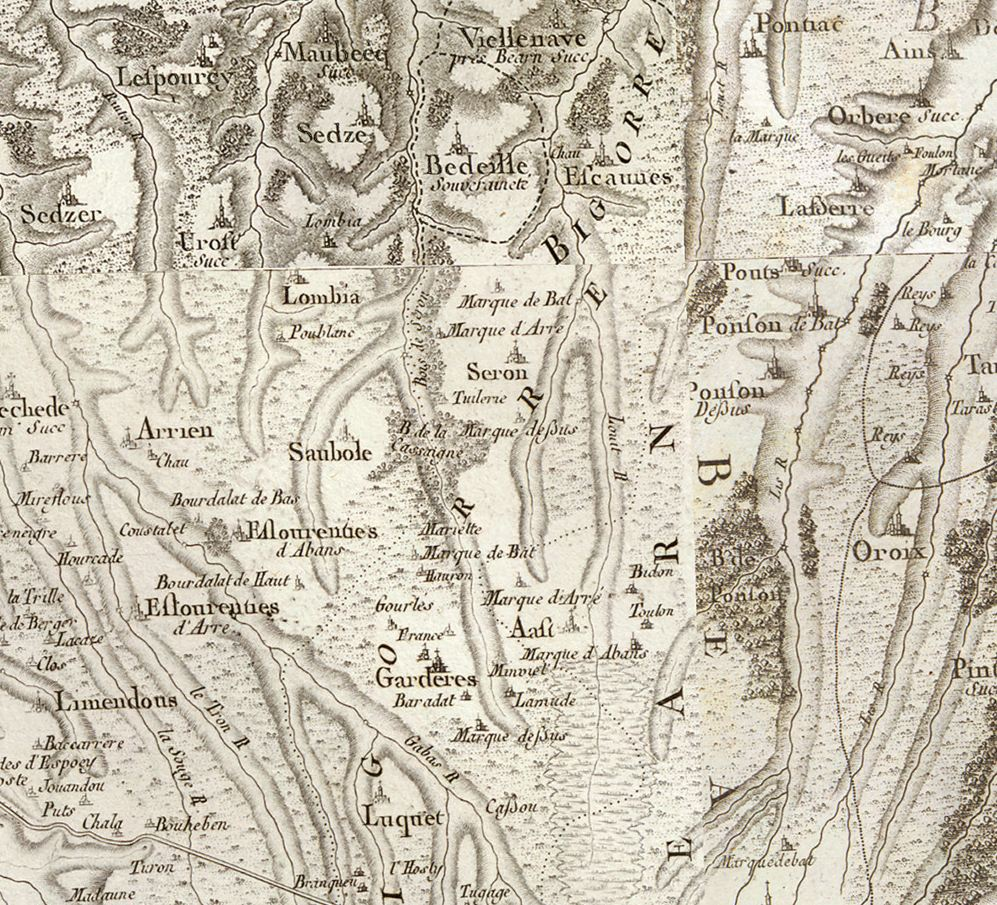
Enclaves de Bigorre en Béarn, Carte de Cassini (XVIIIe siècle).

Le nom d'enclaves bigourdanes est employé pour désigner deux entités territoriales appartenant au département français des Hautes-Pyrénées (Bigorre historique), entièrement enclavées dans le département voisin des Pyrénées-Atlantiques (Béarn historique et Pays basque français). Il s'agit à proprement parler d'exclaves des Hautes-Pyrénées au sein des Pyrénées-Atlantiques, et donc de la région Occitanie en Nouvelle-Aquitaine (seul cas d'enclaves régionales en France avec l'enclave des Papes).

## Géographie

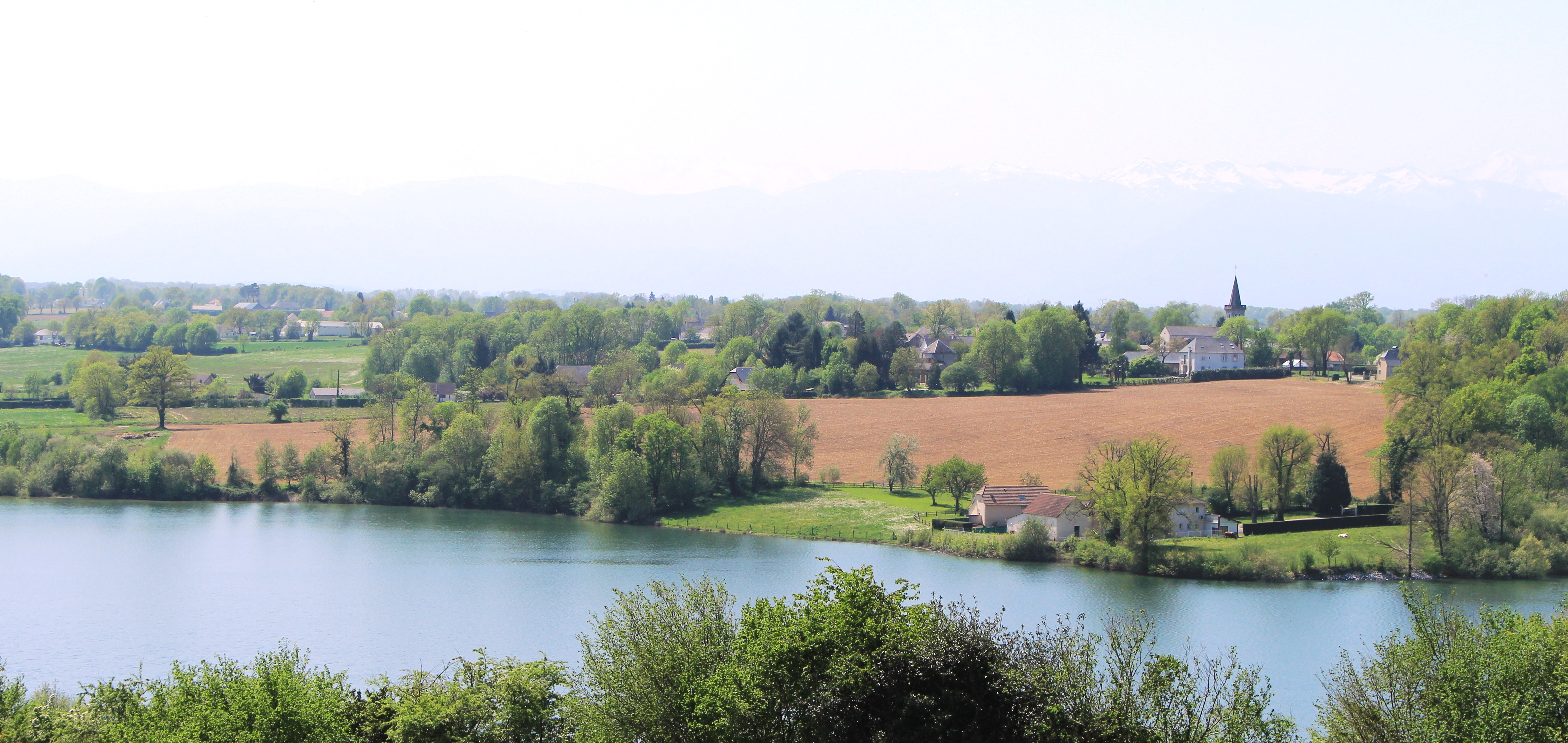
Paysage rural faiblement vallonné, agreste, au pied des Pyrénées, typique des enclaves bigourdanes (ici Luquet).

Les enclaves bigourdanes sont au nombre de deux, et rassemblent au total cinq communes :
- au nord, une enclave qui s'étend sur 18,62 km2, et regroupe les trois communes de Villenave-près-Béarn, Escaunets et Séron ;
- au sud, une enclave de 23,47 km2, regroupant les deux communes de Gardères et Luquet.

Elles se situent à l'est du département des Pyrénées-Atlantiques et à l'ouest des Hautes-Pyrénées, auxquelles elles appartiennent. Elles sont distantes d'une vingtaine de kilomètres de Pau (à l'est), et d'environ quinze kilomètres de Tarbes, au sud-ouest. Elles s'établissent sur le piémont pyrénéen, entre 300 et 400 m d'altitude, dans un espace de transition entre le plateau de Ger au sud et les coteaux du Madiranais au nord, et sont arrosées au sud par le Gabas (qui alimente le lac du même nom à Luquet) et au nord par le Louet, tous deux affluents de l'Adour.
Les deux enclaves sont distantes au minimum de seulement 200 mètres. La distance minimale entre les enclaves et leur département (entre Séron et Oroix) est d'un peu plus de 2 kilomètres.

### Administration
| Nom                  | Code Insee | Intercommunalité           | Superficie (km2) | Population (dernière pop. légale) | Densité (hab./km2) |
| -------------------- | ---------- | -------------------------- | ---------------- | --------------------------------- | ------------------ |
| Escaunets            | 65160      | CC Adour Madiran           | 6,24             | 125 (2014)                        | 20                 |
| Gardères             | 65185      | CA Tarbes-Lourdes-Pyrénées | 15,23            | 438 (2014)                        | 29                 |
| Luquet               | 65292      | CA Tarbes-Lourdes-Pyrénées | 8,17             | 410 (2014)                        | 50                 |
| Villenave-près-Béarn | 65476      | CC Adour Madiran           | 3,09             | 53 (2014)                         | 17                 |
| Séron                | 65422      | CA Tarbes-Lourdes-Pyrénées | 9,29             | 329 (2014)                        | 35                 |

|  |

## Histoire

Carte du Comté de Bigorre de l'Ancien régime, faisant apparaître les enclaves à l'ouest.

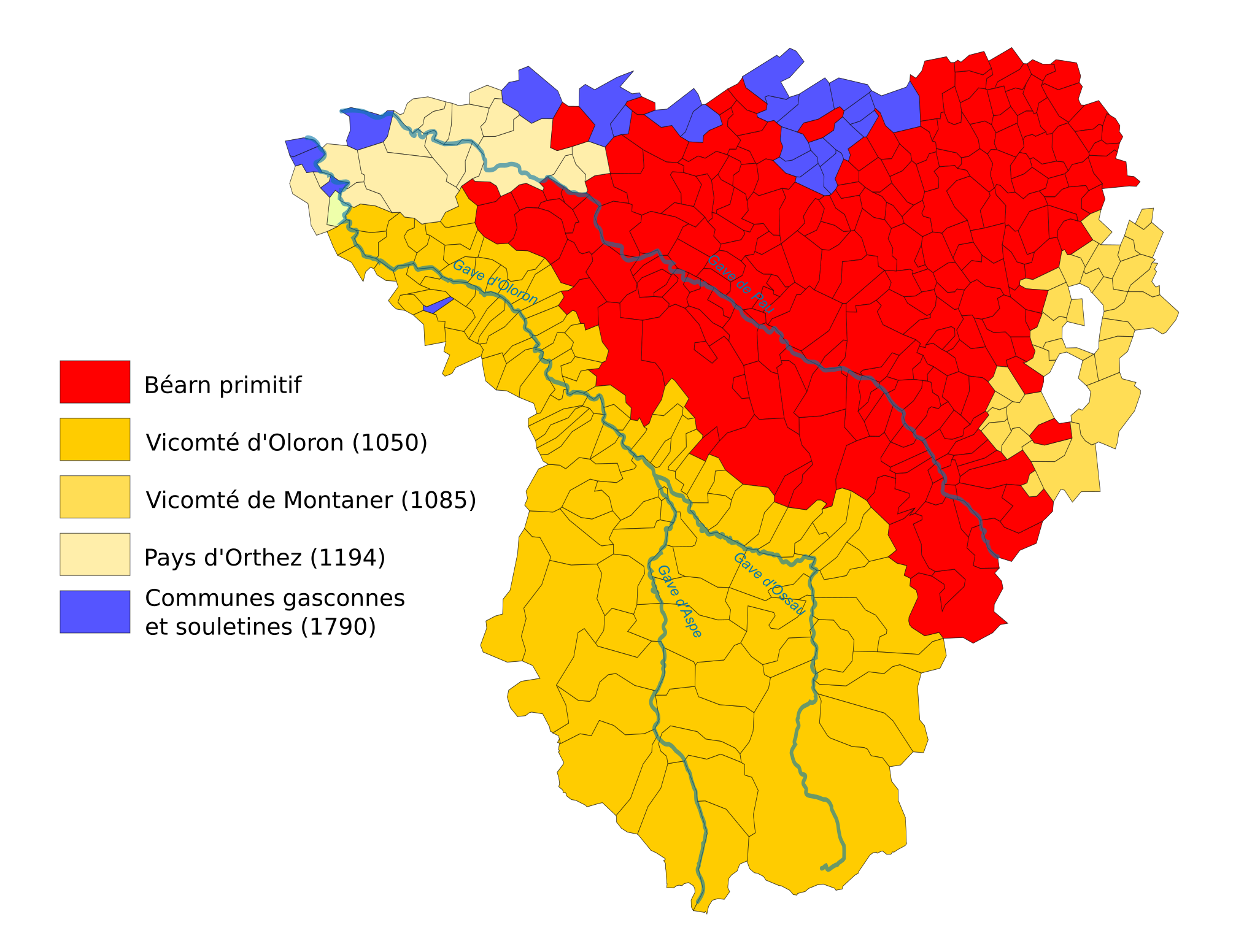
Carte du Béarn historique, montrant notamment le Montanérès, rattaché au XIe siècle.

Le territoire en question constitue dès 1085 une double enclave du Comté de Bigorre en Vicomté de Béarn. Les communes béarnaises du secteur de Montaner constituent la dot apportée par Talèze, vicomtesse de Montaner et vassale du comte de Bigorre, à Gaston IV de Béarn, à qui elle est promise. Les villages en question rejoignent donc le Béarn, mais les cinq paroisses aujourd'hui enclavées échappent au contrat. Les raisons de cette exception sont débattues : volonté de la Bigorre de se prémunir des attaques éventuelles du Béarn, ou souhait de conserver des terres agricoles et des ressources minières notables.
À plusieurs reprises, au cours de l'histoire, le Béarn a tenté de réunir les enclaves à son territoire, en vain.
À la création des départements en 1790, la création d'un département bigourdan indépendant et détaché du Béarn paraît sauvée par l'adjonction des enclaves qui permettent aux Hautes-Pyrénées d'atteindre une taille critique suffisante.
Après la Seconde guerre mondiale, un référendum local est organisé pour sonder la volonté de la population d'un rattachement aux Pyrénées-Atlantiques ; la perspective est refusée.
Au début des années 2010, les mouvements successifs de remodelage de la carte intercommunale suscitent l'inquiétude de plusieurs maires des communes, soucieux de préserver leur spécificité administrative et exigeant que soit faite une dérogation à l'exigence de continuité territoriale,. Évoqué au Sénat sur demande de Josette Durieu, élue des Hautes-Pyrénées, le débat suscite dans un premier temps le refus du gouvernement, qui renvoie la responsabilité d'un choix satisfaisant aux Commissions départementales de coopération intercommunale. Cette dernière suit l'avis des maires opposés au rattachement à une intercommunalité des Pyrénées-Atlantiques.

## Fonctionnement spécifique
Le particularisme géographique des enclaves bigourdanes a généré un mode d'organisation spécifique pour certaines politiques publiques. Ainsi, la gestion de l'eau de trois des cinq communes est assurée par un « Syndicat des enclaves », le regroupement pédagogique associe des élèves de deux académies différentes, et la route départementale qui relie les deux enclaves est gérée par le Conseil départemental des Hautes-Pyrénées, bien que géographiquement située sur le territoire de la commune béarnaise de Saubole,.